# Ute Krätschmann
Ute Sabine Krätschmann (Essen, 19 aprile 1972) è un'ex cestista tedesca.

## Carriera
Con la Germania ha disputato i Campionati mondiali del 1998 e due edizioni dei Campionati europei (1995, 1999).